# Космос-2027
Космос-2027 је један од преко 2400 совјетских вјештачких сателита лансираних у оквиру програма Космос.
Космос-2027 је лансиран са космодрома Плесецк, СССР, 14. јуна 1989. Ракета-носач Космос је поставила сателит у орбиту око планете Земље. 